# По часовой стрелке и против часовой стрелки

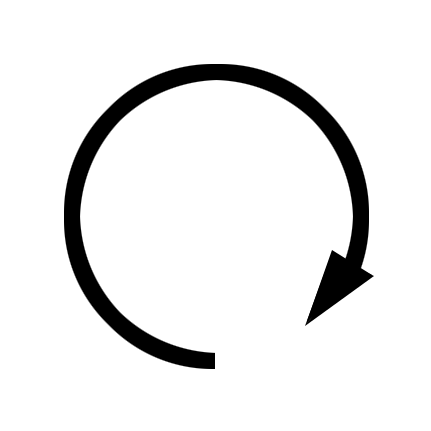
«По часовой стрелке»

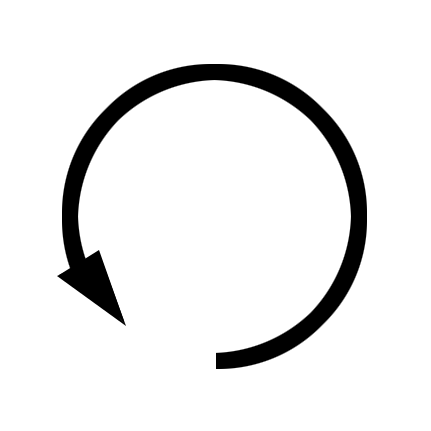
«Против часовой стрелки»

По часово́й стре́лке и про́тив часово́й стре́лки — обозначения наблюдаемого направления вращения путём сравнения с направлением вращения стрелок часов, которое, в свою очередь, совпадает с направлением движения тени горизонтальных солнечных часов (расположенных в Северном полушарии Земли) и самого солнца по небу (в Северном полушарии). В то же время существуют механические часы с обратным направлением хода стрелок. Подобные часы с древнееврейскими цифрами встречались в еврейской среде, например, часы на башне Староновой синагоги в Праге или карманные часы марки «Молния», выпускавшиеся в СССР; сейчас такие часы в основном используются в качестве сувениров, зачастую под названием «античасы».
Вращение, при котором верхний для наблюдателя край вращающегося предмета движется направо (а нижний — налево), называется вращением по часовой стрелке (устар. по солнцу, посолонь). Вращение, при котором верхний край тела движется налево, называется вращением против часовой стрелки.
Поскольку вращение руля или штурвала транспортного средства по часовой стрелке и против неё приводит к поворотам, соответственно, направо и налево,  часто так и говорят: повернуть руль направо или налево.
Вращение по часовой стрелке превращается во вращение против неё, если взглянуть на тело с противоположной стороны.
Винт с правой резьбой завинчивается посредством вращения по часовой стрелке, с левой резьбой — против часовой стрелки.
Терминология «по часовой стрелке» и «против часовой стрелки» используется в определении векторного произведения.
В полярной системе координат «против часовой стрелки» считается положительным, а «по часовой стрелке» — отрицательным углом от полярной оси.